# Riserva naturale di Ustyurt
La riserva naturale di Ustyurt (russo: Устюрт национальный заповедник / Ustyurt natsional'nyy zapovednik; kazako: Үстірт Қорығы / Üstirt Qorığı) è una riserva naturale istituita il 12 luglio 1984 dall'allora Repubblica Socialista Sovietica Kazaka, nella regione di Mangghystau, nel sud-ovest del Kazakistan. Ricopre un'area di 2230 km² ed è situata sull'altopiano di Ustyurt, in prossimità dei confini con Uzbekistan e Turkmenistan. Suo scopo è quello di preservare l'ambiente desertico e le rare forme di flora e fauna che ospita. Entro i confini della riserva si trovano il monte Sherkala e la Valle delle Sfere. Inoltre, la riserva ospita una grande varietà di flora e fauna.

## Geografia
La riserva naturale di Ustyurt comprende al suo interno una grande varietà di paesaggi diversi, da steppe e depressioni a pinnacoli che possono raggiungere alcune centinaia di metri di altezza. A loro volta i pinnacoli possono essere di vari colori: rosa chiaro, azzurro e bianco abbagliante. La vasta depressione di Kenderlisor si estende attraverso l'intera lunghezza della riserva, da sud-ovest a nord-est. All'interno della riserva si trova anche l'antica città di Shakhr-i-Vazir, nonché dozzine di siti archeologici neolitici.

## Clima
La temperatura varia notevolmente: da più di 40 °C durante i mesi estivi, fino a -41 °C durante quelli invernali. Nella riserva cadono appena 120 mm di pioggia all'anno.

## Flora e fauna
Nella riserva vi sono 250 specie di piante appartenenti a 163 generi diversi, tra cui varie specie spinose e rappresentanti dei generi Salvia, Stipa, Anabasis e Artemisia. Di queste specie, ben 37 appartengono alla famiglia delle Chenopodiacee.
Circa 44 specie di mammiferi vivono nella riserva, tra cui molte specie rare, come l'urial dell'Ustyurt, la saiga, la gazzella gozzuta, la volpe rossa e la puzzola marmorizzata. Sono presenti anche il lupo e lo sciacallo dorato, nonché la donnola e la puzzola delle steppe.